# 麻辣天后宮
《麻辣天后宮》（英語：Gossip Queen）是2005年3月31日開播的衛視中文台綜藝節目，友松傳播製作。起初的播映時間是每週四及週五22:00，2005年5月中旬新增星期三時段；後因節目反應熱烈，衛視官方決定於2005年6月13日起每週一至週五22:00播出；2009年中期為每週一至週四22:00播出。

## 歷史
- 2010年3月1日本節目進行開播後首度全新改版，並力邀王少偉、許孟哲執主持棒，2010年中改由王少偉搭配利菁主持。
- 2010年3月7日起本節目首播時間調整為每週一至週四22：00，而週五則是重播已播出過的節目精選。
- 2011年12月7日實行本節目開播後的第一次停播，因當天衛視中文台播出《星空不夜城》本節目暫停播出一次。而星空不夜城當集將播出《重現徐華鳳婚後首度電視專訪》。
- 因主持人王少偉拍戲，所以從2011年12月14日起由藝人小鐘代班主持。
- 本節目於2012年1月23日起至2012年2月2日止推出節目精選。
- 2012年2月13日起由庹宗康以及朱芯儀共同代班主持（原主持人利菁身體不適休養），而自2012年3月12日起庹宗康以及朱芯儀正式成為新任主持人（至2013年5月16日）。
- 2013年2月11日起至2013年2月15日推出新春特輯。
- 2013年3月1日起因衛視中文台《K歌情人夢》開播，所以本節目首播時間正式調整為每週一至週四22：00。
- 2013年5月16日最後一集，1952集播出，節目結束

## 歷屆主持人
- 第一代：利菁（播出日期：2005年3月31日-2010年2月26日）
- 第二代：利菁、王少偉、許孟哲（播出日期：2010年3月1日-2010年7月8日）
- 第三代：利菁、王少偉（播出日期：2010年7月9日-2012年2月8日）
- 第四代：庹宗康、朱芯儀（播出日期：2012年2月13日-2013年5月16日）

## 節目開場白
- 第一版：利菁 ：「麻辣天后宮、女人向前衝」（播出日期：2005年3月31日-2010年2月26日）
- 第二版：利菁 ：「麻辣天后宮」 王少偉、許孟哲：「快樂向前衝」（播出日期：2010年3月1日-2010年7月8日）
- 第三版：利菁 ：「麻辣天后宮」 王少偉：「快樂向前衝」（播出日期：2010年7月9日-2012年2月9日）
- 第四版：庹宗康：「麻辣天后宮」 朱芯儀：「嗨翻10點鐘」（播出日期：2012年2月13日-2013年5月16日）

## 播出時間
本表僅供參考，可能與實際上播出的節目長度不同。
| 星期             | 電視台     | 時段                 |
| ---------------- | ---------- | -------------------- |
| 週一至週四       | 衛視中文台 | 22:00－23:00（首播） |
| 週二至週五       | 衛視中文台 | 00:00－01:00（重播） |
| 週一             | 衛視中文台 | 01:00－02:00（重播） |
| 週二至週五、週日 | 衛視中文台 | 03:00－04:00（重播） |
| 週一至週五       | 衛視中文台 | 09:00－10:00（重播） |
| 週一至週五       | 衛視中文台 | 13:00－14:00（重播） |
| 週六、週日       | 衛視中文台 | 06:00－07:00（重播） |
| 週日             | 衛視中文台 | 14:00－15:00（重播） |

## 節目獎項
| 年份   | 頒獎典禮     | 獎項                      | 結果 |
| ------ | ------------ | ------------------------- | ---- |
| 2007年 | 第42屆金鐘獎 | 娛樂綜藝節目主持人獎-利菁 | 提名 |
| 2008年 | 第43屆金鐘獎 | 娛樂綜藝節目主持人獎-利菁 | 提名 |

## 外部連結
- 《麻辣天后宮》官方部落格－痞客邦（繁體中文）
- 麻辣天后宮的新浪微博（繁體中文）
- 麻辣天后宮的Facebook專頁（繁體中文）

## 作品的變遷
| 衛視中文台 週一至週五22:00~23:00 2013.3.1起改為週一至週四22:00~23:00 | 衛視中文台 週一至週五22:00~23:00 2013.3.1起改為週一至週四22:00~23:00                   | 衛視中文台 週一至週五22:00~23:00 2013.3.1起改為週一至週四22:00~23:00 |
| -------------------------------------------------------------------- | -------------------------------------------------------------------------------------- | -------------------------------------------------------------------- |
|                                                                      | 麻辣天后宮 (週一至週四) (2005.3.31 - 2013.5.16) (週五) (2005.3.31 - 2013.2.22)         |                                                                      |
| —                                                                    | WOW！侯麻吉(週一至週四) (2013.5.20 - 2014.2.20) K歌情人夢(週五) (2013.3.1 - 2013.5.24) |                                                                      |